# ORP Lublin
ORP Lublin (821) – pierwszy polski okręt transportowo-minowy typu Lublin.
Banderę podniesiono na nim 12 października 1989 roku. Okręt wchodzi w skład 2. Dywizjonu Okrętów Transportowo-Minowych w Świnoujściu, należącym do 8. Flotylli Obrony Wybrzeża. Okręt przeznaczony jest do transportu żołnierzy desantu ze sprzętem i pojazdami, stawiania min morskich (jednorazowo zabiera 130 min) oraz ewakuacji ludzi.
Pierwszy w historii polskiej floty wojennej okręt dowodzony przez kobietę – kpt. mar. Katarzynę Mazurek.